# 西本町 (尼崎市)

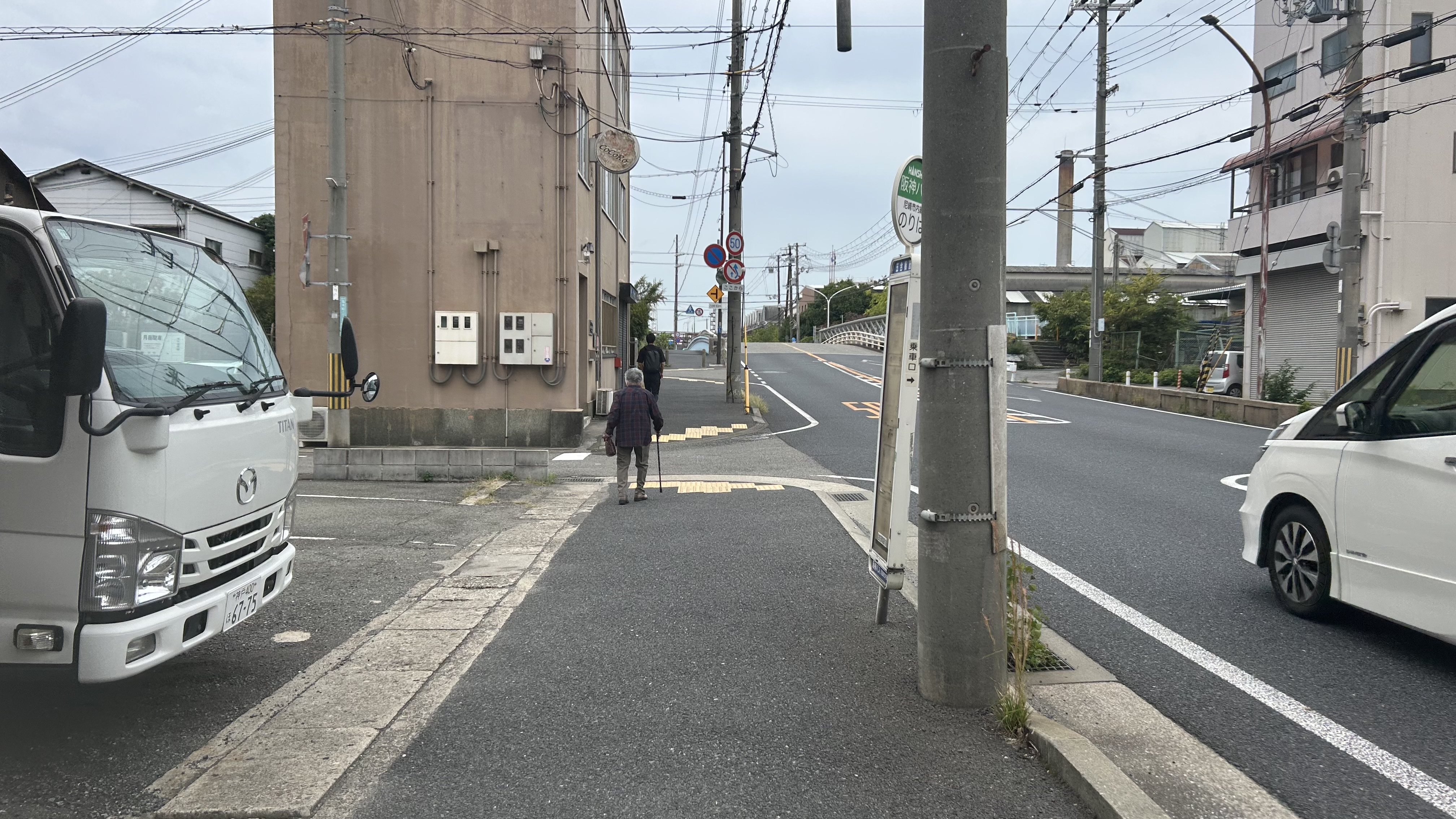
五合橋筋停留所

西本町（にしほんまち）は、兵庫県尼崎市にある町丁。1丁目から8丁目まである。郵便番号は660-0874。

## 地理
東は庄下川を挟んで南城内に接する。西は北竹谷町、竹谷町、南竹谷町に接する。北は神田中通、神田南通、開明町、西本町北通、汐町、西桜木町、東桜木町、南は中在家町、西向島町と接する。

## 交通
阪神バスが通っている。なお鉄道は阪神電車が通っているが駅はない。

### バス
阪神バスが通っている
| 路線名 | 起点     | 町内の停留所                     | 終点                    |
| ------ | -------- | -------------------------------- | ----------------------- |
| 70     | 阪神尼崎 | (御園町)-五合橋筋-(東向島西之町) | クリーンセンター第2工場 |

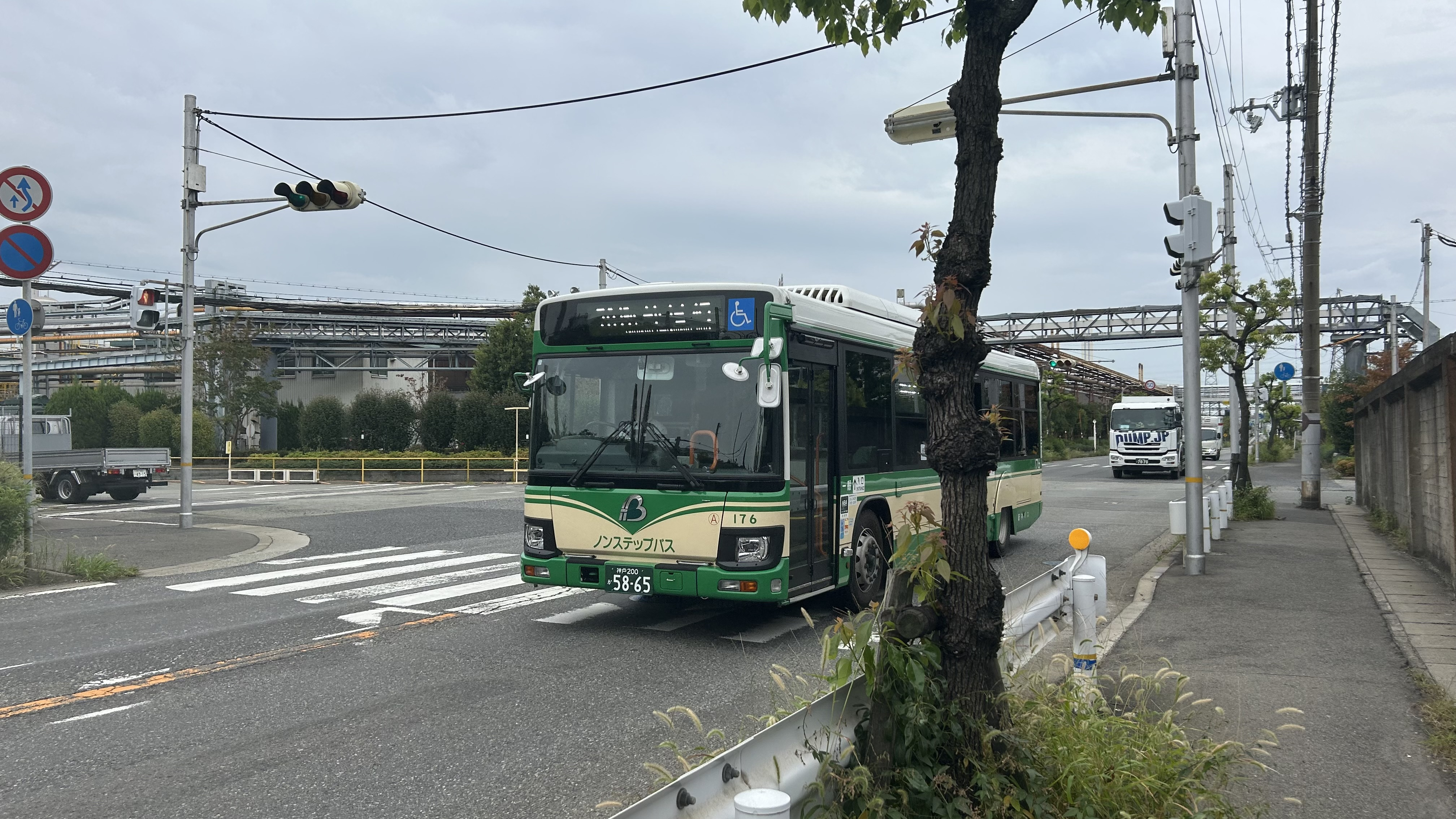
70番

## 校区[3]
| 丁目 | 小学校     | 中学校     |
| ---- | ---------- | ---------- |
| 1    | 明城小学校 | 成良中学校 |
| 2    | 明城小学校 | 成良中学校 |
| 3    | 明城小学校 | 成良中学校 |
| 4    | 明城小学校 | 成良中学校 |
| 5    | 明城小学校 | 成良中学校 |
| 6    | 明城小学校 | 成良中学校 |
| 7    | 竹谷小学校 | 中央中学校 |
| 8    | 竹谷小学校 | 中央中学校 |

## 施設

### 2丁目
- 西本町2丁目公園

### 3丁目
- 桜木公園

### 4丁目
- 中在家公園

### 6丁目
- 貴布袮公園

### 7丁目
- エネオス